# Ugarte (manzana)
Ugarte es el nombre de una variedad cultivar de manzano (Malus domestica). Esta manzana está cultivada en la Estación de fruticultura de Zalla (Vizcaya). Así mismo está cultivada en la colección del Banco de Germoplasma del manzano de la Universidad Pública de Navarra con el N.º BGM264, de ejemplares procedentes de esquejes localizados en Guipúzcoa.

## Sinónimos
- "Manzana Ugarte",[7]
- "Ugarte Sagarra",[8][9][10][11][12]

## Características
El manzano de la variedad 'Ugarte' tiene un vigor medio. El árbol tiene tamaño medio y porte erecto, con tendencia a ramificar muy baja, con hábitos de fructificación en ramos cortos; pubescencia ausente o muy débil; presencia de lenticelas muy escasas; grosor de la rama es gruesa, con la longitud de los entrenudos corta.
Época de floración muy tardía, con una duración de la floración corta. Incompatibilidad de alelos S2 S10.
Las hojas tienen una longitud del limbo de tamaño medio, con color verde oscuro, pubescencia presente, con la superficie poco brillante. Forma de las estípulas es foliaceas. Forma del limbo es fusiforme, con la forma del ápice del limbo apicular, forma de los dientes ondulados, y la forma de la base del limbo redondeado; plegamiento del limbo con porte horizontal, estípulas foliáceas, con longitud del peciolo medio.
La variedad de manzana 'Ugarte' tiene un fruto de tamaño medio o grande, de forma redonda a veces algo aplastada; con color de fondo verde amarillo, sobre color importante, siendo el color del sobre color rojo, siendo su reparto en placas estriadas, y una sensibilidad al "russeting" (pardeamiento áspero superficial que presentan algunas variedades) débil; con grosor de pedúnculo grueso, longitud del pedúnculo muy corto, anchura de la cavidad peduncular es pequeña, profundidad cavidad pedúncular media, importancia del "russeting" en cavidad peduncular es media; profundidad de la cavidad calicina es media, anchura de la cavidad calicina es media, importancia del "russeting" en cavidad calicina es débil; apertura del ojo parcialmente abierto; apertura de los lóbulos carpelares cerrados; color de la carne totalmente blanca; acidez débil, azúcar medio, y firmeza de la carne media.
Época de maduración y recolección media. Se trata de una variedad muy productiva. Se usa en la producción de sidra.

## Uso en producción de sidra
'Ugarte' es una manzana que tiene sabor amargo, además de tener un nivel medio de azúcar. Debido a estas características esta es una manzana muy apreciada para la elaboración de sidra.
Dentro de ese amargor característico, cuenta con gran cantidad de ácido fenólico, produciendo una sidra de bastante color.

## Susceptibilidades
- Oidio: ataque débil
- Moteado: ataque débil
- Fuego bacteriano: ataque medio
- Carpocapsa: no presenta
- Pulgón verde: ataque medio
- Araña roja: ataque medio[4]